# Scaptomyza camptochaites
Scaptomyza camptochaites är en tvåvingeart som beskrevs av Hardy 1965. Scaptomyza camptochaites ingår i släktet Scaptomyza och familjen daggflugor. Inga underarter finns listade i Catalogue of Life.